# Thorogobius
Thorogobius è un genere di pesci ossei marini appartenenti alla famiglia Gobiidae.

## Distribuzione e habitat
Sono presenti esclusivamente nell'Oceano Atlantico orientale tra le coste della Gran Bretagna e l'Angola. Due specie (Th. ephippiatus e Th. macrolepis) sono presenti anche nel mar Mediterraneo.
Hanno abitudini schive e popolano grotte e anfratti oscuri delle zone littorali.

## Specie
- Thorogobius angolensis
- Thorogobius ephippiatus
- Thorogobius macrolepis
- Thorogobius rofeni